# Olov Joneborg
Nils Sven Olov Joneborg, född 7 januari 1932 i Anundsjö församling, Västernorrlands län, död 28 oktober 2017, var en svensk arkitekt. 
Joneborg var son till jägmästare Sven Joneborg och Elisabeth Hedberg. Han avlade studentexamen i Jönköping 1951, utexaminerades från Chalmers tekniska högskola 1955 och studerade vid Kungliga Konsthögskolan 1958–1961. Joneborg var anställd på Göteborgs Förorters Arkitektkontor 1955 och 1958, blev 1:e assistent på institutionen för arkitektur vid Chalmers tekniska högskola 1956, byråarkitekt och intendent vid Byggnadsstyrelsen 1959 och bedrev egen arkitektverksamhet från 1961. Han var vice ordförande i yngre arkitekters nämnd på Svenska Arkitekters Riksförbund  1959 och 1960. Han var från 1958 gift med Ulla Hansen.